# Пікон
Пікон (ісп. Picón) — муніципалітет в Іспанії, у складі автономної спільноти Кастилія-Ла-Манча, у провінції Сьюдад-Реаль. Населення — 695 осіб (2010).
Муніципалітет розташований на відстані близько 150 км на південь від Мадрида, 13 км на північний захід від Сьюдад-Реаля.

## Демографія
Динаміка населення (INE ):

## Галерея зображень

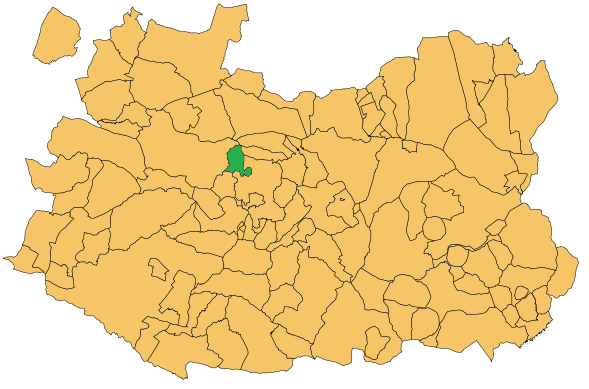
Розташування муніципалітету у провінції Сьюдад-Реаль